# Electra
|  | Per a altres significats, vegeu «Electra (desambiguació)». |

En la mitologia grega, Electra (en grec antic: Ἠλέκτρα), és una heroïna filla d'Agamèmnon i Clitemnestra. És la protagonista de dues tragèdies, l'Electra de Sòfocles i l'Electra d'Eurípides, i també té un paper molt important a Les Coèfores d'Èsquil. En canvi, el seu nom no apareix en el corpus homèric.
El complex d'Electra pren el nom en referència a aquest personatge.

## Nom
El seu nom prové del grec ἤλεκτρον, 'ambre'. Electra vol dir, doncs, 'ambrada', 'del color de l'ambre' o 'lluent', i aplicat poèticament a una dona podria significar 'rossa'. De tota manera, el poeta Xantos (segle vii aC) recull una interpretació segons la qual Electra seria un sobrenom derivat de ἇλεκτρος, 'sense llit', en referència al seu matrimoni no consumat amb un pagès en algunes versions del mite.
Homer no esmenta el nom d'Electra: en dues ocasions fa referència a les tres filles d'Agamèmnon, que anomena Crisòtemis, Laòdice i Ifianassa. Com que les tradicions posteriors no fan referència a Laòdice ni a Ifianassa, hom identificà Ifianassa amb Ifigenia i Laòdice amb Electra. Amb tot, Homer no fa més que esmentar aquests tres noms, i omet l'episodi del Sacrifici d'Ifigenia i la participació de Crisòtemis i Electra/Laòdice en la venjança contra Clitemnestra i Egist, la qual atribueix íntegrament a Orestes.

## La venjança d'Electra
Electra era filla del rei de Micenes, Agamèmnon i la seva esposa Clitemnestra, germana d'Helena d'Esparta. Quan Agamèmnon marxà a Troia, Clitemnestra prengué un amant, Egist. Tots dos planejaren aconseguir el tron de Micenes, encara que aquest ja tenia hereu, el fill nadó dels reis, Orestes. Finalment, Agamèmnon tornà de Troia i fou assassinat per Egist, qui li clavà una daga al coll mentre Clitemnestra li donava la benvinguda. Segons algunes versions fou la mateixa Clitemnestra qui cometé el crim. Electra és salvada per la seva mare, que intercedeix per ella d'avant d'Egist.
Ara la parella ja governava Micenes. Però Electra, tement que Egist matés el seu germà Orestes per evitar una futura venjança, el tragué amb ajuda de la mainadera de palau i el portà secretament a la cort del rei Estrofi, que el crià. Allà cresqué en companyia del fill del rei, Pílades, que esdevingué el seu millor amic.
Pel que fa a Electra, Egist, per tal d'impedir que tingués un fill capaç d'arrabassat-li el tron, va casar la jove amb un camperol, que vivia lluny de la ciutat. Segons altres versions, Electra va viure presonera al palau de Micenes. Ella i les seves germanes, havien de veure com un intrús ocupava el lloc del seu pare. Les germanes d'Electra finalment es conformaren amb la situació, però ella no feia més que esperar que Orestes fos gran perquè tornés i es vengés. Quan arribà el moment, Orestes tornà disfressat i fingint la seva mort, però Electra el va reconèixer vora la tomba del seu pare i planejaren entre tots dos l'assassinat d'Egist i de la seva pròpia mare. Orestes encara vacil·lava de cometre matricidi, però consultà l'oracle de Delfos, qui li ordenà que ho fes. Electra va prendre part activa en el doble crim, i quan les Erínies perseguien Orestes, ella s'ocupà del seu germà. Els poetes tràgics grecs donen versions diferents del que passà a continuació. A l'Orestes d'Eurípides Electra comparteix el sofriment del seu germà i lluita al seu costat contra l'hostilitat del poble, disposat a condemnar a mort els homicides. A la tragèdia Aletes de Sòfocles, avui perduda, és el personatge principal. Quan Orestes i Pílades marxen a Tàurida a la recerca de l'estàtua d'Àrtemis Tàurica, s'anuncia a Micenes la mort d'Orestes, tot dient que ha estat la seva germana Ifigenia qui l'ha matat. Aletes, fill d'Egist, aconsegueix el poder. Aleshores Electra va a Delfos, on es troba amb Ifigènia, que ha arribat amb Orestes. Quan Electra veu la seva germana, que creu culpable, la vol castigar, i quan està a punt de deixar-la cega amb un tió roent que ha agafat de l'altar, s'adona de la presència del seu germà. Electra i Orestes tornen junts a Micenes on maten Aletes. Orestes es casa amb Hermíone, filla d'Helena, i Electra amb Pílades, amb qui se'n va a la Fòcida. D'aquesta unió van néixer Medont i Estrofi.

## Adaptacions del conte d'Electra

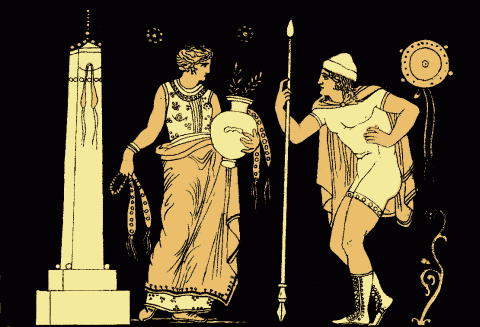
Electra i Orestes, del Relat dels tragèdics grecs, d'Alfred Church, de l'any 1897.

### Obres
- L'Oresteia, una trilogia d'obres teatrals d'Èsquil
- Electra, obra de Sòfocles
- Electra, obra d'Eurípides
- Orestes, obra d'Eurípides
- Electra, una obra perduda de Quint Tullius Ciceró de la qual no se sap res més que el nom i que va ser "una tragèdia a l'estil grec"
- Electra (1901) una obra de Benito Pérez Galdós
- Elektra, obra de 1903 d'Hugo von Hofmannsthal, basada en l'obra de Sòfocles
- Mourning Becomes Electra, obra de 1931 d'Eugene O'Neill, basada en Èsquil
- Electra, obra de 1937 de Jean Giraudoux
- Les mosques, una obra de 1943 de Jean-Paul Sartre, que modernitza el mite d'Electra introduint el tema de l'existencialisme
- Electra (iniciada el 1949, representada per primera vegada el 1987), una obra d'Ezra Pound i Rudd Fleming
- Electra, o La caiguda de les màscares (1954) una obra de Marguerite Yourcenar
- Electra i Orestes, obres de teatre d'Adrienne Kennedy, 1972
- Electra (1974) una obra de teatre de Robert Montgomery, dirigida per Joseph Chaikin
- Electra, drama de 1995 de Danilo Kiš
- Electricidad, obra del 2004 de Luis Alfaro, adaptació moderna d' Electra amb seu al barri chicano
- Electra/Orestes, obra de teatre del 2015 de Jada Alberts i Anne-Louise Sarks
- Small and Tired, obra de teatre del 2017 de Kit Brookman
- Pitribhumi, obra del 2021 de Sandarbha
- Electra, obra de teatre del 2021 de Tadashi Suzuki

### Òpera
- Elektra, de Richard Strauss, amb llibret d'Hugo von Hofmannsthal, basada en la seva pròpia obra
- Electra, de Mikis Theodorakis
- Mourning Becomes Electra, de Marvin David Levy, basada en l'obra d'Eugene O'Neill
- Idomeneo, de Wolfgang Amadeus Mozart, on interpreta el paper d'amant/dolent rebutjat
- Electra, òpera de Johann Christian Friedrich Haeffner, llibret d'Adolf Fredrik Ristell segons Nicolas Francois Guillard
- Électre, tragédie lyrique de Jean-Baptiste Lemoyne, amb llibret de Nicolas-François Guillard

### Pel·lícules
- Electra, una pel·lícula de Michael Cacoyannis, protagonitzada per Irene Papas, basada en Eurípides
- Mourning Becomes Electra (pel·lícula), una pel·lícula de Dudley Nichols, protagonitzada per Rosalind Russell i Michael Redgrave
- The Forgotten Pistolero, un Spaghetti Western de Ferdinando Baldi protagonitzat per Leonard Mann i Luciana Paluzzi
- Ellie, una pel·lícula que trasllada la història a un lloc del sud dels Estats Units
- Szerelmem, Elektra (Elektra, My Love), pel·lícula de Miklós Jancsó, protagonitzada per Mari Törőcsik
- Filha da Mãe i Mal Nascida, ambdues del director de cinema portuguès João Canijo
- elektraZenSuite, pel·lícula de llarga durada d'Alessandro Brucini, basada en textos d'Èsquil, Sòfocles, William Shakespeare, Hugo von Hofmannsthal, Sylvia Plath i el monjo budista zen Takuan Soho
- Electra, pel·lícula de Shyamaprasad, protagonitzada per Nayanthara, Skanda Ashok, Manisha Koirala i Prakash Raj, basada en Eurípides